# Pascal Collasse
Pascal Collasse, również Colasse (ochrzczony 22 stycznia 1649, zm. 17 lipca 1709 w Wersalu) – francuski kompozytor.

## Życiorys
Był uczniem i sekretarzem Jeana-Baptiste’a Lully’ego, na zlecenie którego wypełniał głosy środkowe w jego kompozycjach. Został oskarżony przez synów kompozytora o naśladownictwo jego pracy i przegrał proces, tracąc prawa testamentowe po Lully’m. Od 1686 roku współdzielił z Michelem Delalande’em stanowisko maître de musique de la chapelle, natomiast po śmierci Michela Lamberta w 1696 roku został maître de musique de la chambre. Jako faworyt Ludwika XIV uzyskał przywilej na założenie teatru operowego w Lille, popadł jednak w kłopoty po tym, gdy budynek teatru spłonął w pożarze. Obciążony kwotą 10 tysięcy liwrów wycofał się z życia publicznego i w ostatnich latach życia parał się alchemią.
Skomponował 10 oper, m.in. Les Noces de Thetys et Pelée (1689) i Polyxène et Pyrrhus (1706). Ponadto był autorem zbioru pieśni Cantiques spirituel na głosy żeńskie i orkiestrę do tekstu Jeana Racine’a i licznych motetów.